# Иван Фёдорович Шпонька и его тётушка
«Ива́н Фёдорович Шпо́нька и его́ тётушка» — формально незаконченная повесть Николая Васильевича Гоголя, хотя такая незаконченность уже современниками автора считалась сознательным художественным приёмом. Впервые напечатана в 1832 году во второй книжке «Вечеров на хуторе близ Диканьки». Рукопись повести неизвестна.
«Иван Фёдорович Шпонька и его тётушка» является реалистическим произведением, уже во многом близким к зрелым произведениям Гоголя, и поэтому существенно выделяется среди остальных повестей «Вечеров на хуторе близ Диканьки». Это обстоятельство позволяет считать, что она могла быть написана позже всего цикла украинских повестей. Отсюда наиболее вероятное время написания «Шпоньки» — конец 1831 года, поскольку цензурное разрешение второй части «Вечеров» датировано 31 января 1832 г..

## Сюжет
Мелкопоместный дворянин и отставной поручик, незлобивый и кроткий холостяк Иван Фёдорович Шпонька уже четыре года после прохождения военной службы проживает на хуторе Вытребеньки Гадячского повета, перешедшим ему в наследство от родителей, управляя крестьянским хозяйством на пару со своей тётей по матери, Василисой Кашпоровной Цупчевськой.
В Вытребеньках маленький Ванюша Шпонька безмятежно жил с самого рождения, купался с ребятишками в пруду, лазал по деревьям, а потом родители определили ему службу по гражданскому ведомству и надолго разлучили с родным домом, отправив на обучение и проживание в гадячское поветовое училище. Учёба началась вполне успешно: в классе вёл он себя примерно, в шумных играх не участвовал, не шалил, преподавателей «поедал глазами» и был замечен строгим учителем латинского языка, которого боялись все учащиеся. Он возвысил Ванюшу, включив в начальственную иерархию — сделал аудитором, хотя тот и не был самым успевающим в классе.
Далее происходят два события, отвративших Ваню от штатской карьеры. Первое, повлиявшее на всю жизнь, — взятка большим масляным блином, который он, будучи голоден, взял от не выучившего латинский урок товарища за то, что поставит ему в аудиторском журнале отметку «scit» (лат. «знает»), но попался в момент поглощения блина за партой. Грозный учитель грубо и с криком вытащил нарушителя за ухо на середину класса, отобрал блин, выбросил в окно и пребольно высек несчастного аудитора по рукам. Так Шпонька хорошо усвоил, что даже самое благонравное поведение не всегда спасает от досадных случайностей и сурового наказания — и обычная робость его возросла.
Затем, перешедши во второй класс, он столкнулся с казавшейся непосильной необходимостью осваивать дроби в арифметике, пространный катехизис в богословии, труды о должностях человека и прочее. В возрасте уже без малого пятнадцати лет был извещён о кончине отца. Через два года, посчитав уже полученное начальное образование достаточным, решил выбрать военную стезю, с согласия матушки покинул училище и поступил в пехотный полк, в котором не отличался среди товарищей такими доблестями, как танцы, азартные игры в карты, неумеренное употребление крепких спиртных напитков, но жил одиноко и скромно в компании с приданным ему в услужение денщиком. Будучи прапорщиком, Иван образцово командовал взводом, за что часто ставился ротным командиром в пример другим, и через одиннадцать лет службы был повышен в чине до подпоручика.
Во время военной службы Иван Фёдорович получил известие о смерти матери, а также о том, что Василиса Кашпоровна взялась управлять небольшим его имением. Через четыре года, когда Шпонька вместе с полком готовился выступить из Могилёвской губернии в Великороссию, он получил посылку с бельём и письмо от тётушки Василисы, предлагавшей ему закончить воинскую службу и вернуться в родной хутор, чтобы заняться хозяйством ей в помощь.
Неделю спустя Шпонька вышел в отставку с чином поручика, нанял еврея-возницу с кибиткой, погрузил вещи, взял съестные припасы в дорогу, свою любимую гадательную книгу — его единственный круг чтения — и отправился домой. Через две недели дороги Иван Фёдорович остановился в корчме, верстах в ста от города Гадяч, где встретил проезжего строгого и шумного толстяка, оказавшегося его соседом — помещиком Григорием Григорьевичем Сторченко из села Хортыще, в пяти верстах от Вытребенек. Обрадовавшись соседу, Сторченко лобызает отставного поручика в обе щёки, угощает настойкой из собственного походного погребца со штофиками и настоятельно приглашает к себе в гости. Переночевав в корчме, Шпонька едет дальше. После долгой дороги он наконец-то видит родной хуторок и хату под камышом, где живет его деятельная тётя — мощная «мужеподобная девственница», неутомимая труженица. Шпонька обживается на своем хуторе в восемнадцать учтённых ревизских душ (а с неучтёнными и до 24-х) и приобретает славу хорошего хозяина, хотя Василиса Кашпоровна пока не передала ему все бразды правления, считая 38-летнего племянника ещё «молодой дытыной».
И вот однажды тётушка завела разговор о деле, которое уже давно её беспокоит. Оказывается, соседнее село Хортыще и земля за хутором Шпоньки раньше принадлежали любовнику матери Ивана Фёдоровича Степану Кузьмичу — дяде Григория Сторченко, оставившему в подарок Шпоньке богатый сочной травой луг площадью почти в двадцать десятин, но дарственную запись на эту землю якобы утаивает Сторченко. Тётя советует племяннику поехать к соседу. Иван Фёдорович приезжает в Хортыще, где его встречает сам холостяк помещик, его матушка, две сестры Григория Григорьевича — незамужние барышни и общий знакомый Иван Иванович, знавший Шпоньку ещё ребенком. Иван Фёдорович сразу приступает к делу и начинает выспрашивать Сторченко о дарственной записи. Тот, притворившись глухим, пытается уклониться от ответа, но затем нехотя сообщает, что, хотя в завещании о записи и упоминается, но её самой нет — никто не представил. Затем гостя потчуют разными сортами водки и кормят хорошим обедом. Выслушав отчёт Ивана Фёдоровича об угощениях и о красивых барышнях, тётя задумывается и затем решает сама приехать к Сторченко, взяв с собою Шпоньку. Помещика дома не оказалось и она разговаривает с его матушкой, после чего они удаляются осмотреть хозяйство, намеренно оставив Шпоньку в комнате наедине с белокурой сестрицей Машенькой.
По приезде домой тётя дает понять, что Ивану пора создать собственную семью, но он к этому совсем не готов и оттого приходит в полное смятение, подтверждая репутацию «ещё молодой дытыны». Повесть обрывается на страшном фантастическом сне Ивана Фёдоровича, вызванном думами о возможной женитьбе, где среди прочего будущая жена чудесным образом то умножается многими жёнами с гусиными лицами, то предстаёт шерстяной материей для шитья сюртуков. Проснувшись в холодном поту, он обращается к своей гадательной книге, но толкования такого чудного сна не находит, между тем как у тётушки созрел новый замысел.

## Экранизация
- Одноимённый фильм СССР 1976 года режиссёра Валерия Фокина, в главных ролях Олег Табаков и Лидия Федосеева-Шукшина.
- Радиопостановка. Текст читал Анатолий Папанов (1980)
- Миргород и его обитатели (1983)